# Neomorphus
Neomorphus és un gènere d'ocells de la família dels cucúlids (Cuculidae). Malgrat ser de mida relativament grossa, són molt discrets i rarament es deixen veure. Es restringeixen als boscos primaris humits del Neotròpic i, malgrat tenir un aspecte similar, no estan estretament relacionats amb els cucuts terrestres asiàtics del gènere Carpococcyx.

## Taxonomia
Segons la Classificació del Handbook of the Birds of de World Alive (2017), BirdLife International i l'IUCN aquest gènere està format per 4 espècies:
- cucut formiguer becgroc (Neomorphus geoffroyi).
- cucut formiguer bec-roig (Neomorphus pucheranii).
- cucut formiguer barrat (Neomorphus radiolosus).
- cucut formiguer de coll morat (Neomorphus rufipennis).

Altres classificacions com ara Birds of the World/Cornell, el Congrés Ornitològic Internacional (versió 14.2, 2024) o l'ITIS reconeixen una cinquena espècie monotípica: Neomorphus squamiger.
La qüestió és que N. geoffroyi es va dividir prèviament com a N. geoffroyi i N. squamiger seguint Sibley i Monroe (1990, 1993). La nota original a Princeton Illustrated Checklists diu que lalocalitat tipus indicada anteriorment com a Pará recentment s'ha demostrat que és Bahia (Raposo, Simon & Teixeira 2008); així, la població de Pará, fins ara catalogada com a nominal, adopta el nom N. amazonicus, mentre que la població de Bahia, abans coneguda com a N. maximiliani, pren el nom de N. geoffroyi. La subespècie N. geoffroyi squamiger de vegades es tracta com una espècie completa, però això sembla inadequat, ja que la seva distribució es troba dins del mosaic d'altres subespècies, i l'evidència de la divisió sembla feble; La diferència important de plomatge implica una línia de pit negra inferior reduïda o inexistent, però es va assenyalar extralimitadament una absència similar (Erritzoe et al. 2012), i recentment s'ha especulat com una possible característica del plomatge juvenil encara desconegut de geoffroyi (Lees et al., 2012). 2013); variació geogràfica en gran part clonal, i poblacions integrades. Així doncs, les classificacions que només reconeixen quatre espècies, a N. geoffroyi li en reconeixen set de subespècies.